# Fotopigmento
Fotopigmentos são pigmentos instáveis que sofrem uma transformação química quando absorvem luz. O termo é geralmente aplicado a uma molécula de cromóforos não-protéico fotossensíveis, como os pigmentos envolvidos na fotossíntese e fotorrecepção. Na terminologia médica, "fotopigmento" normalmente se refere às proteínas fotorreceptoras da retina.

## Pigmentos fotossintéticos
Pigmento fotossintético é uma molécula que converte luz em energia bioquímica. Exemplos de pigmentos fotossintéticos são clorofila, carotenoides e ficobilinas. Estes pigmentos entram num estado de alta energia, após absorver um fóton que pode liberar sob a forma de energia química. Isso pode ocorrer através da luz dirigida de bombeamento de íons através de uma membrana biológica (por exemplo, no caso da bacteriorodopsina) ou através de excitação e de transferência de elétrons liberados por fotólise (por exemplo, os fotossistemas dos tilacóides dos cloroplastos das plantas). Nos cloroplastos, a cadeia de transferência eletrônica de luz dirigida, por sua vez, aciona o bombeamento de prótons através da membrana.

## Pigmentos fotorreceptores
Os pigmentos em proteínas fotorreceptoras ora mudam a sua conformação ora submetem-se à fotoredução quando absorvem um fóton. Esta mudança no estado de conformação ou de oxidação do cromóforo então afeta a conformação protéica ou atividade e desencadeia uma cascata de transdução de sinal. Exemplos de pigmentos fotorreceptores da retina incluem a rodopsina, a flavina e a bilina.

## Fotopigmentos da retina de vertebrados
Na terminologia médica, o termo "fotopigmento" é aplicado às proteínas do tipo opsina, especificamente rodopsinas e fotopsinas, como as melanopsinas, as proteínas fotorreceptoras dos bastonetes e cones da retina de vertebrados, que são responsáveis pela percepção visual, entre outros. Na maioria dos primatas, que apresentam visão tricromática, cada fotopigmento da retina é sensível a uma das três cores primárias da luz: verde, vermelho e azul (sistema RGB). Há inúmeros casos onde a produção do pigmento verde ou vermelho (raramente o azul) é deficiente, ou há ausência de cones produtores destes pigmentos na retina. Este quadro anômalo caracteriza o daltonismo.
A melanopsina (OPN4), descoberta em 1998, ajusta o relógio biológico, possibilitando que os seres vivos percebam a luz sem ver. É produzida pelas células ganglionares da retina, que enviam informações luminosas para os núcleos supraquiasmáticos do hipotálamo, ajustando a fisiologia do organismo às alterações de iluminação do meio ambiente.